# Тополине (ландшафтний заказник)
Тополи́не — ландшафтний заказник місцевого значення в Україні. Розташований у Болградському районі Одеської області, поблизу села Тополине. 
Площа заказника — 68,00 га. Заказник створено на території кварталу 28 Болградського лісництва Ізмаїльського держлісгоспу. Заказник створено для охорони ділянок степу, що збереглись у відносно природному стані. На території заказника виявлено рідкісні види плазунів (полоз жовточеревий, ящірка кримська) та рідкісні види рослин. Більшу частину заказника займають штучні лісові насадження.
Заказник створено згідно з рішенням Одеської облради від 09.02.2001 року № 263-ХІІІ. Межі заказника регламентуються розпорядженням Болградської районної державної адміністрації від 02.04.2007 року № 208/А-2007.